# Heartbreaker (Mariah-Carey-Lied)
Heartbreaker (englisch für „Herzensbrecher“) ist ein Lied der US-amerikanischen Sängerin Mariah Carey aus dem Jahr 1999, in Zusammenarbeit mit dem US-amerikanischen Rapper Jay-Z.

## Entstehung und Veröffentlichung
Das Lied wurde von den Interpreten Mariah Carey und Shawn Carter (Jay-Z) selbst, zusammen mit Lincoln Chase, Jeffrey Cohen, Shirley Elliston und Narada Walden, geschrieben. Carey zeichnete darüber hinaus auch, mit Ernesto Shaw (DJ Clue), für die Produktion verantwortlich.
Die Erstveröffentlichung von Heartbreaker erfolgte als Single am 21. September 1999 bei Columbia Records. Diese erschien weltweit in verschiedenen Ausführungen, darunter als 2-Track-CD-Single mit einem Remix als B-Seite (Katalognummer: 38-79260), oder auch als CD-Maxi-Single mit vier verschiedenen Versionen des Liedes (Katalognummer: 667899-2). Ein Remix entstand unter anderem in Zusammenarbeit mit Da Brat und Missy Elliott. Am 15. Oktober 1999 erschien das Lied als Teil von Careys sechsten Studioalbum Rainbow (Katalognummer: 495065 2), dessen erste Singleauskopplung es ist.

## Hintergrund
Bei Heartbreaker wurde Carey erstmals von einem Rapper auf einer Lead-Single unterstützt, nachdem Ol’ Dirty Bastard im Jahr 1995 auf dem Bad-Boy-Remix von Fantasy zu hören war. Während der Albumaufnahmen behauptete Carey, die meiste Zeit damit verbracht zu haben, etwas zu entwickeln, was sie für eine starke Lead-Single hielt.
Ursprünglich sollte Heartbreaker Teil von Careys Soundtrackalbum Glitter werden, wurde aber nach der Verzögerung des Films auf ihrem Album Rainbow aufgenommen. Vor der Veröffentlichung sprach Carey in einem Interview darüber: "Es ist so ziemlich [in] dem klassischen Stil meiner Up-Tempo-Klassiker wie Fantasy oder Dreamlover, [...] Aber es macht irgendwie Spaß und hat eine neue Note, denke ich; und Jay-Z bringt es definitiv auf eine ganz andere Ebene. Und Clue macht es wirklich lustig und so."

## Musikvideo
Das Musikvideo wurde vom 30. Juli bis 1. August 1999 im Los Angeles Theatre Center in Downtown Los Angeles gedreht. Unter der Regie von Brett Ratner wurde das Musikvideo am 16. August 1999 auf MTV ausgestrahlt, nachdem es in der TV-Sendung Making the Video Premiere hatte. Laut Carey war es das Ziel, den lyrischen Inhalt des Liedes widerzuspiegeln und ihn aus einer weiblichen Perspektive zu zeigen. Darüber hinaus wurde das Video auf komödiantische Weise gefilmt, um etwas "Lustiges und Aufregendes" zu bleiben. Das Video wurde mit über 2,5 Millionen US-Dollar zu einem der teuersten, das je gedreht wurde. Aufgrund seiner starken weiblichen Empowerment-Botschaft und seines Charakters bleibt das Video laut MTV News "ein Fan-Favorit". Carey behauptete, dass zwei Filme als Inspiration dienten, Grease und Der Mann mit der Todeskralle. Vor den Dreharbeiten war klar, dass Jay-Z nicht in dem Video auftreten würde, da eine vertragliche Vereinbarung es ihm nicht erlaubte, zwei Wochen lang in einem Video aufzutreten, nachdem er für Girl’s Best Friend gedreht hatte, seinen Titel aus dem Soundtrack zum Film Der Diamanten-Cop. Beiden gelang es, eine Szene für das Video zu drehen, die kurz auf Making the Video dokumentiert wurde, obwohl die Dokumentation Jay-Z aus dem Filmmaterial herausgeschnitten hat, um sich auf Carey zu konzentrieren, um die vertragliche Vereinbarung nicht zu verletzen. Carey dachte dann daran, den animierten Abschnitt im Video zu erstellen, der von Ratners Team schnell gezeichnet und animiert wurde.
Das Video beginnt damit, dass Carey mit einigen ihrer Freundinnen zu einem großen Kino, dem Los Angeles Theatre in Downtown Los Angeles, fährt. Als sie vor der Haustür vorfahren, erzählen sie Carey, dass ihr Freund mit einer anderen Frau drinnen ist, was sie dazu veranlasst, sie davon zu überzeugen, den Plan der Konfrontation abzubrechen. Nachdem sie sie überzeugt haben, betreten sie das Theater und beginnen mit einigen der Theaterangestellten eine Reihe kleiner Tanzeinlagen. Als die Musik beginnt, werden Szenen unterbrochen, in denen sie tanzen und Carey den Filmvorführraum betritt. Carey sitzt hinter ihrem Freund (gespielt von Jerry O’Connell) und der Frau, mit der er fremdgeht, Bianca Storm, die mit einer kurzen braunen Perücke und roten, verführerischen Kleidern Carey zu sein scheint, und spioniert sie auf komödiantische Weise mit ihren weiblichen Lakaien aus. Kurz darauf verlässt Storm ihren Sitz und geht in Richtung Badezimmer, woraufhin Carey ihr während eines kurzen Zwischenspiels im Video folgt. Als sie sich bei der Toilette begegnen, stößt Carey Storm an und beginnt eine große Schlägerei zwischen den beiden Frauen. Danach scheint Carey Storm besiegt zu haben und macht sich auf den Weg zurück in den Filmraum. Während dieser Szene wird Jay-Zs Rap-Strophe abgespielt, während ein animierter Clip von Jay-Z und Carey auf die Leinwand projiziert wird, mit der Ankündigung, dass Jay-Z zwei Wochen vor dem Premierendatum in dem Video erscheinen wird. Es folgt eine Szene, in der Carey und ihre Freundinnen mit übergroßen Bob-Perücken in einem Schlafzimmer herumtanzen. Später wurde eine Version des Videos veröffentlicht, in der Jay-Z seine Strophe in einem Whirlpool rappt, während Carey und ein Sicherheitsmann dahinter erscheinen, gefolgt von Segmenten des Animationsfilms. Während der Strophe beginnen Careys Freunde, Popcorn und andere Süßigkeiten auf O’Connell zu werfen, was zu einer kleinen Essensschlacht zwischen ihnen führt. Als sie ihren Angriff auf ihn einstellen, geht Carey auf O’Connells Sitz zu und tut so, als wäre sie Storm. Nachdem sie sich neben ihn gesetzt hat und er bemerkt, wer es ist, schüttet Carey eine große Limonade auf seinen Schoß und verabschiedet sich von ihm, während sie mit ihren Freunden lächelnd das Theater verlässt.
Der animierte Abschnitt in der Mitte des Videos verleiht der Beziehung eine andere Wendung. Jay-Zs Stimme erklärt, dass sie als Paar eine sehr ausbeuterische und kontrollierende Freundin war, die häufig Geld und Sex verlangte, ihn benutzte, um ihre weiblichen Mitstreiter zu unterstützen und ihn als eine Art Trophäenfreund sah. Sie geriet auch häufig in Streit mit anderen Frauen, wenn sie glaubte, dass er ehebrecherisch war (seltsamerweise in Verbindung mit den Live-Action-Segmenten des Videos) und ans Telefon ging, um sicherzustellen, dass er nicht irgendwie betrügt. Als sie sich entschied, sich seinen Namen tätowieren zu lassen, trennte er sich von ihr, und sie versuchte weiterhin, ihm zu folgen und über ihn zu sprechen, während sie anscheinend immer noch in ihn verliebt war. Was wiederum im Grunde das ist, was in den Live-Action-Segmenten gezeigt wird.

## Kommerzieller Erfolg

### Chartplatzierungen
| ChartsChartplatzierungen       | Höchstplatzierung | Wochen |
| ------------------------------ | ----------------- | ------ |
| Deutschland (GfK)              | 9 (15 Wo.)        | 15     |
| Österreich (Ö3)                | 17 (12 Wo.)       | 12     |
| Schweiz (IFPI)                 | 7 (23 Wo.)        | 23     |
| Vereinigte Staaten (Billboard) | 1 (20 Wo.)        | 20     |
| Vereinigtes Königreich (OCC)   | 5 (15 Wo.)        | 15     |

| ChartsJahrescharts (1999)      | Platzierung |
| ------------------------------ | ----------- |
| Deutschland (GfK)              | 93          |
| Vereinigte Staaten (Billboard) | 35          |

### Auszeichnungen für Musikverkäufe
| Land/Region                  | Auszeichnungen für Musikverkäufe (Land/Region, Auszeichnung, Verkäufe) | Verkäufe  |
| ---------------------------- | ---------------------------------------------------------------------- | --------- |
| Australien (ARIA)            | Platin                                                                 | 70.000    |
| Frankreich (SNEP)            | Gold                                                                   | 250.000   |
| Neuseeland (RMNZ)            | Platin                                                                 | 10.000    |
| Vereinigte Staaten (RIAA)    | 2× Platin                                                              | 2.000.000 |
| Vereinigtes Königreich (BPI) | Gold                                                                   | 400.000   |
| Insgesamt                    | 2× Gold · 4× Platin ·                                                  | 2.740.000 |

Hauptartikel: Mariah Carey/Auszeichnungen für Musikverkäufe